# 第57S飛行中隊
第57S飛行中隊（フランス語：Escadrille 57S）は、フランス海軍海軍航空隊の一つ。 1953年6月1日に創設された。

## 配備基地
- ラルティーグ海軍航空基地（1953年6月 - 1954年9月）
- フリブガ海軍航空基地（1954年9月 - 1960年7月）
- ポール＝リョーテ海軍航空基地（1960年7月 - 1962年）
- ランディヴィジオ海軍航空基地（1969年9月 - ）

## 装備機
- ノースアメリカン T-6 テキサン （1953年6月- ）
- グラマン F6F ヘルキャット （1953年6月 - 1959年）
- デ・ハビランド バンパイア （1953年7月 - 1961年）
- チャンスヴォート F4U-7 コルセア （1959年 - 1962年）
- ポテ CM-175 ゼファー（1961年4月1972）
- モラーヌ・ソルニエ MS.760 パリ （1972年5月 - 1997年10月）
- ダッソー ファルコン 10 マール （1975年5月 - ）